# 忠別川

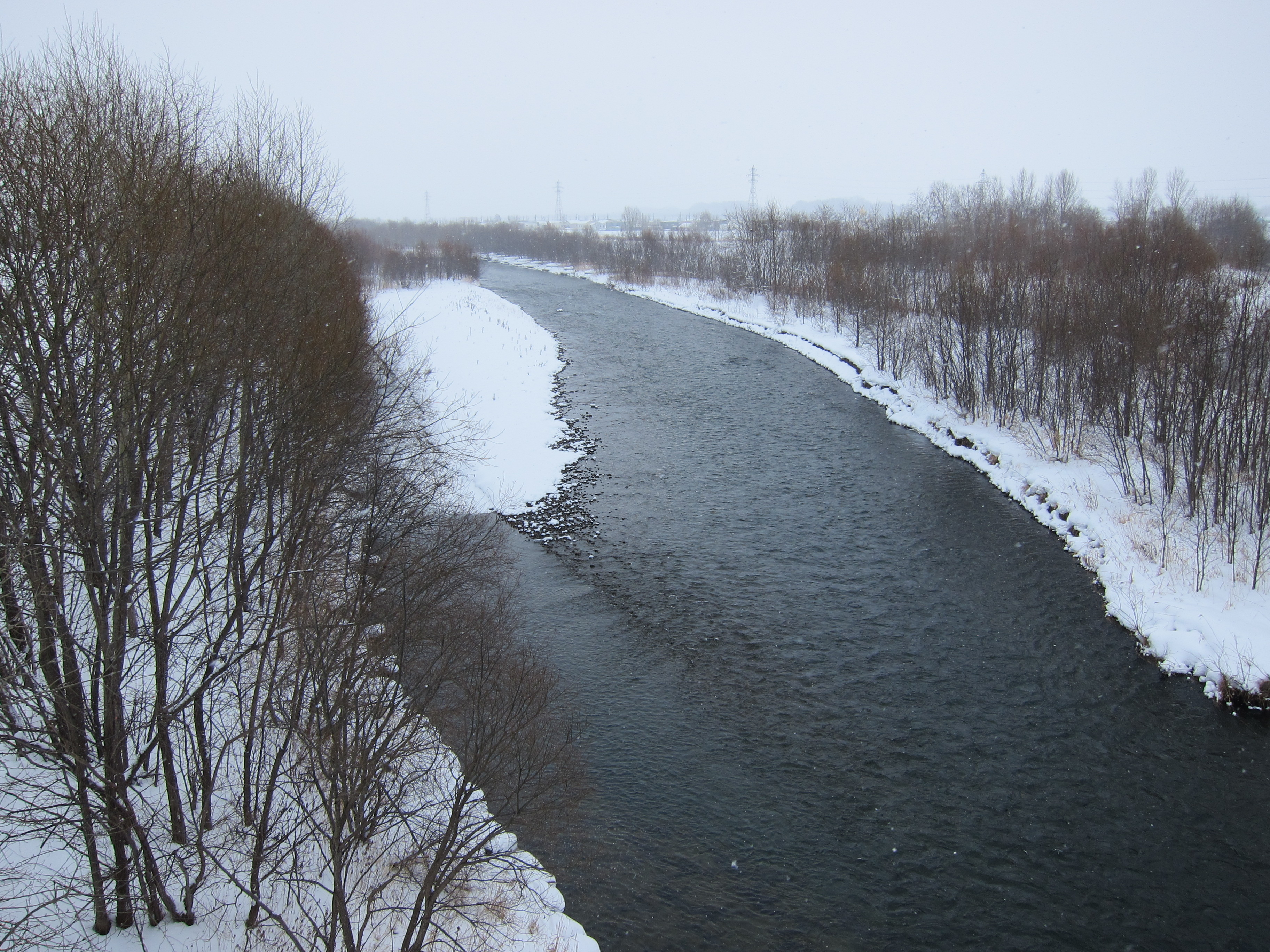
ツインハープ橋から望む忠別川（2013年12月、旭川市）

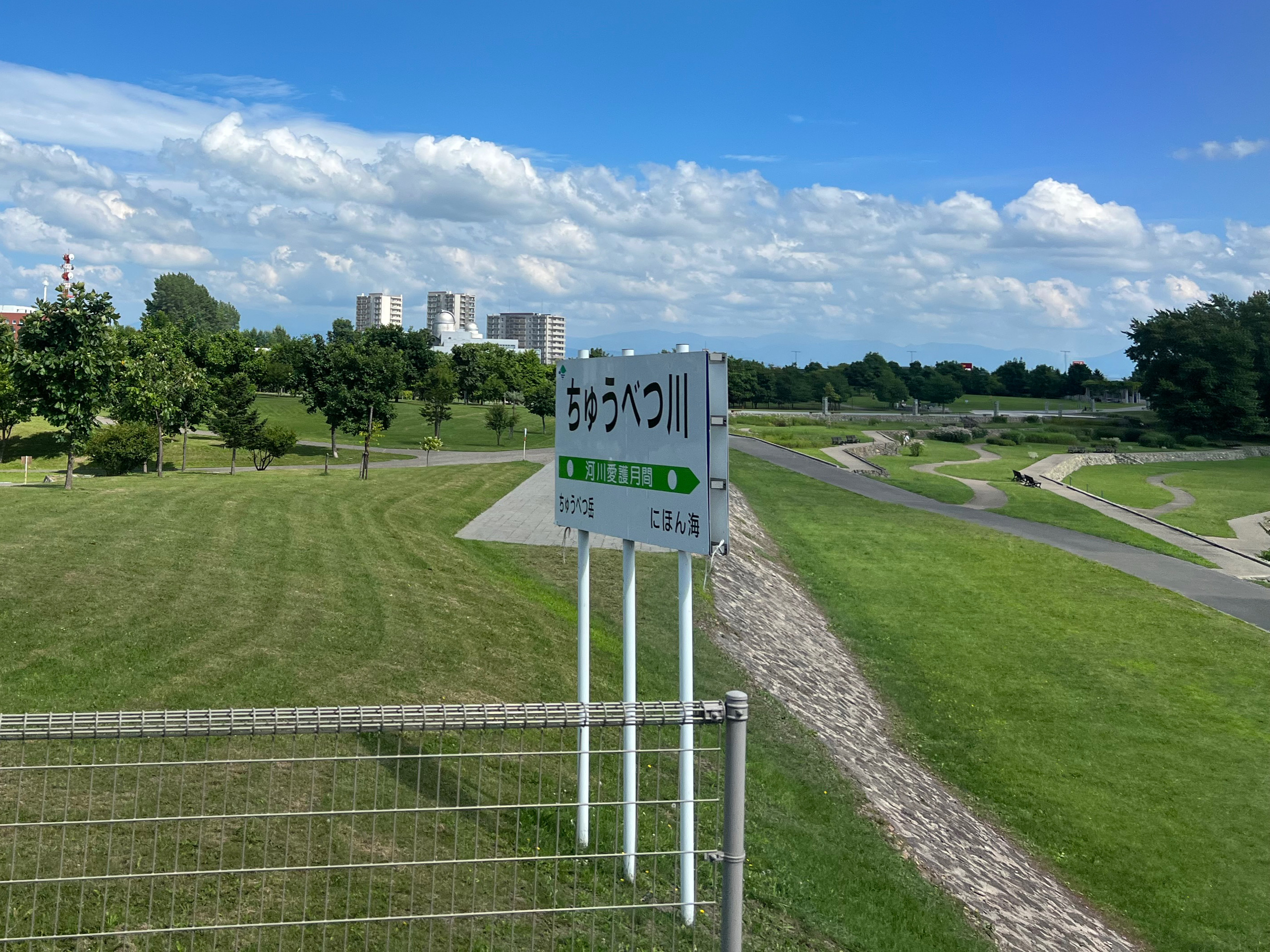
JR富良野線・忠別川橋梁傍の河川標識。河川愛護月間に因み、JR北海道の駅名板に似せたデザインとなっている（2023年7月、旭川市）

忠別川（ちゅうべつがわ）は、北海道上川総合振興局管内を流れる一級河川。石狩川水系の支流である。大雪山系を源とし上川盆地南部を流域とする。
アイヌ語のチゥ・ペッ（ラテン文字表記: ciw-pet, 波・川、「波立つ川」の意）に由来するとされるが、他にもチュㇷ゚・ペッ（cup-pet, 日・川）やチュㇰ・ペッ（cuk-pet, 秋・川）など複数の説が存在しており確定していない。また、チュㇷ゚・ペッ（日・川）の意訳を経由して旭川の地名の由来になったとする説が存在する。

## 地理
北海道上川郡美瑛町東部の上川郡上川町との境界にある忠別岳の北西斜面に源を発し、白雲岳や旭岳から支流を集める。天人峡温泉から忠別ダムを経て上川盆地に入り、北海道旭川商業高等学校の南西側で美瑛川を合わせて間もなく、旭川市亀吉地区の西側で石狩川へ合流する。
上中流域には江卸・新忠別・志比内の各発電所がある。中下流域では遊水池が多く見られ、水田が広がっている。

## 流域の自治体
北海道
上川郡美瑛町、東川町、東神楽町、旭川市

## 支流
- ユウセツ沢川
- 化雲沢川
- 湧駒別川 - ピウケナイ川
- 志比内川
- ポン川
- 美瑛川

## 橋梁
- 羽衣橋 - 北海道道213号天人峡美瑛線
- 天人橋 - 北海道道213号天人峡美瑛線
- 上忠別橋 - 北海道道1160号旭川旭岳温泉線
- 志比内橋 - 北海道道1160号旭川旭岳温泉線
- 東橋 - 北海道道294号東川東神楽旭川線
- 東神橋
- 東神楽橋 - 北海道道37号鷹栖東神楽線
- 新東神楽橋- 北海道道37号鷹栖東神楽線
- 東聖橋
- ひじり野大橋
- ツインハープ橋 - 北海道道90号旭川環状線
- 緑東大橋 - 北海道道294号東川東神楽旭川線
- 大正橋
- 新神楽橋 - 北海道道219号新開旭川線
- 神楽橋
- 氷点橋 - 北海道道98号旭川多度志線
- クリスタル橋
- 忠別橋 - 国道237号
- 旭川大橋 - 国道12号